# Jana Blahová
Jana Blahová (* 22. listopadu 1984 Hradec Králové) je česká kanoistka, kajakářka závodící v kategorii K2.
Společně se svojí partnerkou v lodi Michalou Mrůzkovou získala stříbrnou medaili na mistrovství světa 2006 v závodě K2 na 500 m. Jejich loď se také kvalifikovala na Letní olympijské hry 2008 v Pekingu, kde Češky skončily na téže distanci na osmém místě.